# Конфлікт між Газою та Ізраїлем
Конфлікт між Газою та Ізраїлем є частиною ізраїльсько-палестинського конфлікту, але також є ареною боротьби за владу між регіональними державами, включаючи Єгипет, Іран і Туреччину разом з Катаром, які підтримують різні сторони конфлікту в світлі регіонального протистояння між Іраном і Саудівською Аравією з одного боку та між Катаром і Саудівською Аравією з іншого, а також криза в єгипетсько-турецьких відносинах.
Конфлікт виник із виборів ісламістської політичної партії ХАМАС у 2005 та 2006 роках у секторі Газа та загострився через розкол палестинського уряду на уряд ФАТХ на Західному березі та уряду ХАМАС у Газі та подальше насильницьке вигнання ФАТХ після того, як ФАТХ програв вибори ХАМАС. Палестинські ракетні обстріли Ізраїлю, ізраїльські авіаудари по Газі та спільна єгипетсько-ізраїльська блокада Гази загострили конфлікт. Міжнародна спільнота вважає невибіркові атаки на цивільних осіб і цивільні структури незаконними згідно з міжнародним правом.
У рамках Плану одностороннього розмежування 2005 року Ізраїль зберіг виключний контроль над повітряним простором і територіальними водами Гази, продовжував патрулювати та контролювати зовнішній наземний периметр Сектора Гази, за винятком його найпівденнішого кордону (де Єгипет зберігав контроль над кордоном, перетини кордона контролювалися європейськими спостерігачами) і продовжували контролювати та блокувати узбережжя Гази. Ізраїль значною мірою забезпечує та контролює інфраструктуру водопостачання, електроенергії та зв'язку Гази. За даними Human Rights Watch і Amnesty International, Ізраїль залишається державою- окупантом відповідно до міжнародного права. Організація Об'єднаних Націй заявила, що відповідно до резолюцій Генеральної Асамблеї та Ради Безпеки вона вважає Газу частиною «окупованих палестинських територій». Тим часом уряд ФАТХ на Західному березі річки Йордан, міжнародно визнаний єдиним представником Держави Палестина, вважає Сектор Газа частиною Палестинської держави і не визнає уряд ХАМАС.

## Передумови

### Бар'єр Ізраїль— Газа
Бар'єр Ізраїль — сектор Гази, завершений у 1996 році, допоміг зменшити незаконне проникнення із Сектора Газа в Ізраїль. З початку Другої Інтифади жителям Гази не дозволялося в'їжджати до Ізраїлю з метою отримання роботи. Спеціальні дозволи на в'їзд до Ізраїлю з медичною метою також були значно скорочені, що ускладнило подорож палестинцям.
Іцхак Рабин був першим, хто запропонував створити фізичний бар'єр між ізраїльським і палестинським населенням у 1992 році, а до 1994 року почалося будівництво першого бар'єру — бар'єру Ізраїль — Газа; насправді це дротяна огорожа, оснащена датчиками. Після нападу на Бет-Лід поблизу міста Нетанья Рабін уточнив цілі заходу, заявивши, що:
Ми хочемо досягти роз’єднання між нами і ними. Ми не хочемо, щоб більшість єврейських жителів держави Ізраїль, 98% яких живуть у межах суверенного Ізраїлю, включаючи об’єднаний Єрусалим, були об’єктами тероризму

### Друга Інтифада
Друга Інтифада, також відома як Інтифада Аль-Акса, почалася у вересні 2000 року. Багато палестинців вважають Інтифаду національно-визвольною боротьбою проти ізраїльської окупації, нав'язаної їм після війни 1967 року, тоді як багато ізраїльтян вважають її терористичною кампанією. 
Палестинська тактика варіювалася від проведення масових протестів і загальних страйків, як під час Першої інтифади, до акцій терористів-смертників і обстрілів житлових районів на сході та півдні Ізраїлю ракетами «Касам». Ізраїльська тактика варіюється від проведення масових арештів і адміністративного ув'язнення палестинців через встановлення контрольно-пропускних пунктів і побудови ізраїльського бар'єру в секторі Газа та бар'єру на Західному березі річки Йордан до здійснення вбивств бойовиків і лідерів палестинських організацій.

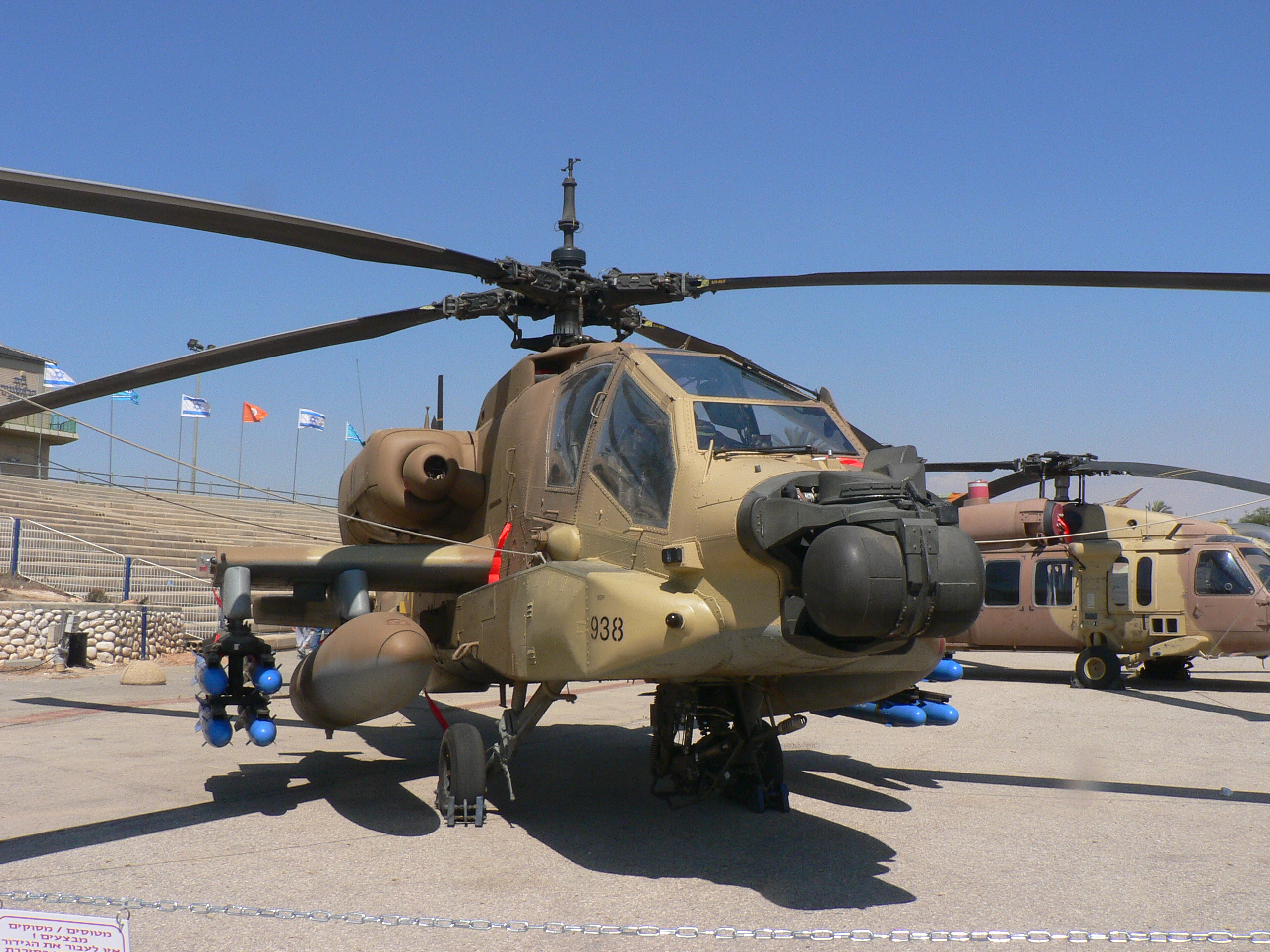
Військово-повітряні сили Ізраїлю (IAF) AH-64 Apache використовувалися як платформа для стрільби керованими ракетами по палестинських цілях і використовувалися для цілеспрямованої політики вбивств проти бойовиків і політичних лідерів.

Після парламентських виборів у Палестині 2006 року Ізраїль вів переговори з Махмудом Аббасом і ОВП, але одночасно бомбардував активістів і бойовиків ХАМАС і арештовував політиків, обраних ХАМАСом.
Кількість загиблих, як військових, так і цивільних, за весь розглянутий період (2000—2007) оцінюється в понад 4300 палестинців і понад 1000 ізраїльтян. На сьогодні також було вбито 64 іноземних громадян (54 — палестинцями, 10 — ізраїльськими силами безпеки).

### Одностороннє розмежування Ізраїлю
Ізраїль реалізував свій План розмежування в серпні-вересні 2005 року, вивівши свою цивільну та військову присутність із сектора Гази та зберігши контроль над повітряним простором Гази, морським доступом і кордонами навіть з Єгиптом згідно з угодою 2005 року з Палестинською владою. Ракетами «Кассам» регулярно запускали до відведення ізраїльських сил, а після відходу із Гази кількість атак «Кассам» зросла. Палестинські бойовики обстріляли низку військових баз і цивільних міст на півдні Ізраїлю.
З 2001 року палестинські бойовики здійснили тисячі ракетних і мінометних обстрілів Ізраїлю з сектора Газа. Тринадцять ізраїльтян загинули і сотні отримали поранення в результаті обстрілу ізраїльських цілей ракетами «Кассам». Крім того, ракетні атаки «Касам» призвели до посттравматичного стресового розладу (ПТСР) як у дітей, так і у дорослих, причому 33 % дітей, які живуть у Сдероті, страждають від ПТСР.